# 나종대
나종대(羅鍾大, 1966년 5월 19일 ~ )은 대한민국의 제8대 전라북도 군산시의원이다.

## 학력
- 군산중앙국민학교 졸업
- 군산남중학교 졸업
- 군산동고등학교 졸업
- 국립군산대학교 무역학과 졸업

## 경력
- 군산수송초등학교 운영위원
- 군산동고등학교 총동창회 감사
- 군산동고등학교 총동창회 조직국장
- 군산시 체육회 이사
- 영진건축자재백화점 대표
- 군산시 스포츠클럽 부회장
- 민주평화통일자문회의 군산시 협의회 자문위원
- 더불어민주당 중앙당 부대변인
- 더불어민주당 전북도당 군산시 경제활성화 특별위원장
- 2020.04 ~ 2022.06 제8대 전라북도 군산시의회 의원
- 2020.04 ~ 2020.07 제8대 전라북도 군산시의회 전반기 경제건설위원회 부위원장
- 2020.07 ~ 2022.06 제8대 전라북도 군산시의회 후반기 의회운영위원회 위원
- 2020.07 ~ 2022.06 제8대 전라북도 군산시의회 후반기 예산결산특별위원회 위원

## 역대 선거 결과
|  | 36.11% |

|  | 30.34% |